# ملكة جمال أمريكا 2020
ملكة جمال أمريكا 2020 هذه هي المسابقة الثالثة والتسعين لملكة جمال أمريكا ، على الرغم من أن منظمة ملكة جمال أمريكا ستحتفل بعيدها التاسع والتسعين في عام 2019. يرجع هذا التناقض إلى عدم إقامة المسابقات الوطنية في الفترة من 1928 إلى 1932 أو في عام 1934 بسبب المشكلات المالية المرتبطة بالكساد العظيم. أقيمت مسابقة يوم الخميس 19 ديسمبر 2019، هذه أيضًا هي أول مسابقة ملكة جمال يتم بثها على قناة هيئة الإذاعة الوطنية منذ أن أنهت الشبكة عقدها مع منظمة ملكة جمال الكون في يونيو 2015 بسبب تصريحات مثيرة للجدل أدلى بها دونالد ترامب خلال حملته الرئاسية لعام 2016. في نهاية الحدت توجت رسميًا كاميل شراير من فيرجينيا من قبل ملكة جمال أمريكا 2019 ، نيا فرانكلين من نيويورك خلفًا لها، كان من المقرر أن تنتهي فترة حكم شرير في ديسمبر 2020 ، لكن الحكم سيتم تمديده بسبب عوامل خارجية ، مع تحديد موعد المسابقة التالية الآن على الأقل في نهاية عام 2021 بسبب جائحة كوفيد-19 مما يجعل عقدها غير ممكن قبل نهاية 2020.

## النتائج

### المراكز النهائية
| النتائج النهائية      | المتنافسة |
| --------------------- | --- |
| ملكة جمال أمريكا 2020 | - فرجينيا - كاميل شراير |
| الوصيفة الأولى        | - جورجيا - فيكتوريا هيل |
| الوصيفة الثانية       | - ميزوري - سيمون استرس |
| الوصيفة الثالثة       | - أوكلاهوما - أديسون برايس |
| الوصيفة الرابعة       | - كونيتيكت - جيليان دافي |
| أفضل 7                | - ألاباما - تيارا بنينجتون - كولورادو - مونيكا طومسون |
| أفضل 15               | - كاليفورنيا - ايلين كيم - فلوريدا - ميكايلا ماكلين - هاواي - نيكول هولبروك - كانساس - أنيكا ووتون - نيو جيرسي - جايد غلاب - نيويورك - لورين موليلا - كارولاينا الشمالية - الكسندرا بادجيت - تكساس - تشاندلر فورمان |